# 40 - Il sogno continua
40 – Il sogno continua è un raccolta della cantante italiana Cristina D'Avena, pubblicata da Warner Music Italy il 25 novembre 2022. L'album è la raccolta celebrativa dei 40 anni di carriera dell'artista.

## Antefatti
L'album è stato preceduto da 6 vinili Picture disc che hanno riproposto 6 singoli dell'artista pubblicati su 7'' durante gli anni '80 (Occhi di gatto, Mila e Shiro - Due cuori nella pallavolo/Lovely Sara, Nanà Supergirl/Pollon, Pollon combinaguai, Kiss me Licia, Arriva Cristina/Riuscirai, Milly - Un giorno dopo l'altro/È quasi magia, Johnny!) 
L'uscita dell'album – e la copertina della versione standard – è stata rivelata tramite un'intervista rilasciata dalla cantante sul numero 44 di TV Sorrisi e Canzoni, pubblicato il 25 ottobre 2022. L'artista anticipa che all'interno del progetto sarebbero stati presenti nuovi duetti musicali, anticipando i nomi di Elettra Lamborghini, Lorella Cuccarini e Orietta Berti. Il 26 ottobre, All Music Italia anticipa la presenza di Cristiano Malgioglio e la canzone del duetto con Cuccarini, ovvero Magica Doremì.
Tramite i suoi profili social, l'artista svela poco alla volta tutti gli artisti che avrebbero partecipato all'interno dell'album con indizi relativi alle canzoni. L'intera tracklist dell'album viene invece pubblicata l'11 novembre, con 55 canzoni per la versione standard e 100 per la versione deluxe. In quest'ultima edizione vi sono anche 6 cartoline con le immagini utilizzate per i vinili picture disc.
Il 23 novembre, l'album è stato presentato alla stampa presso il Museum of Dreamers (Milano). In occasione della presentazione, D'Avena ha raccontato la genesi dell'opera, come fossero nati i vari duetti e l'inedito di Natale.

## Descrizione
40 – Il sogno continua è un album che raccoglie 100 canzoni della discografia dell'artista bolognese. L'opera chiude le pubblicazioni discografiche dell'artista, avvenute nel corso del 2022, per celebrare i suoi 40 anni di carriera.
- Il primo CD raccoglie 10 tracce, di cui 8 duetti nuovi e un inedito dedicato al Natale;
- Il secondo e il terzo CD raccolgono 45 delle incisioni originali dell'artista e per la prima volta viene pubblicata su CD Tutta d'un fiato (fino al fischio finale);
- Il quarto CD contiene 21 canzoni tratte dalle 8 serie televisive dove l'artista ha recitato negli anni 80-90, i live action di Kiss Me Licia e le serie di Arriva Cristina. Di questi brani, Domande, risposte e Noi vorremmo vengono pubblicate per la prima volta in versioni alternative dalle originali;
- Il quinto e ultimo CD ospita 24 canzoni rare o inedite dell'artista.

Il primo disco dell'album viene anche stampato su vinile color cristallo a edizione limitata e numerata.

## Tracce

### Standard Edition
CD 1 – Duetti e novità
Testi di Alessandra Valeri Manera tranne dove specificato; edizioni musicali RTI – Reti Televisive Italiane S.p.A. tranne dove specificato.
1. Il valzer del moscerino (feat. Orietta Berti) – 3:32 (testo: Laura Zanin – musica: Adriano Della Giustina; edizioni musicali Cervino Edizioni Musicali S.r.l.)
2. Magica Doremì (feat. Lorella Cuccarini) – 3:30 (musica: Max Longhi e Giorgio Vanni)
3. Tazmania (feat. Albe e Pietro Ubaldi) – 3:11 (musica: Carmelo Carucci; edizioni musicali RTI – Reti Televisive Italiane S.p.A./Warner Chappel Music Italiana)
4. Hamtaro piccoli criceti, grandi avventure (feat. Myss Keta) – 2:43 (testo: Alessandra Valeri Manera – Stefano Riva, Myss Keta e Dario Pigato[6] – musica: Max Longhi e Giorgio Vanni)
5. Mew Mew amiche vincenti (feat. Elettra Lamborghini) – 3:42 (musica: Cristiano Macrì)
6. Pokémon (feat. Alfa) – 3:08 (musica: Max Longhi e Giorgio Vanni)
7. Calimero (feat. Cristiano Malgioglio) – 3:10 (musica: Franco Fasano)
8. What's my Destiny Dragon Ball (feat. Jr Stit) – 2:52 (musica: Max Longhi e Giorgio Vanni)
9. Faccio la brava (feat. Dj Matrix e Amedeo Preziosi) – 3:08 (testo: Cristina D'Avena e Amedeo Preziosi – musica: Giulio Filotto, Matteo Giometto e Matteo Schiavo; edizioni musicali Crioma Music S.r.l./Cramps Music S.r.l./Subside Records S.r.l./The Saifam Group S.r.l./ZDF S.r.l.)
10. L'altro Natale – 3:29 (testo: Niccolò Agliardi – musica: Antonio Calò; edizioni musicali Copyright Control)

Durata totale: 32:25
CD 2 – Le incisioni originali delle sigle più amate (parte 1)
Testi di Alessandra Valeri Manera tranne dove specificato; edizioni musicali RTI – Reti Televisive Italiane S.p.A.
1. Bambino Pinocchio – 2:45 (testo: Luciano Beretta – musica: Augusto Martelli)
2. Georgie – 2:31 (musica: Vladimiro Albera e Alberto Baldan Bembo)
3. Pollon, Pollon combinaguai – 3:00 (testo: Vladimiro Albera – musica: Piero Cassano)
4. L'incantevole Creamy – 2:43 (musica: Giordano Bruno Martelli)
5. Evelyn e la magia di un sogno d'amore – 3:44 (musica: Giordano Bruno Martelli)
6. Kiss Me Licia – 3:14 (musica: Giordano Bruno Martelli)
7. Occhi di gatto – 3:20 (musica: Carmelo Carucci)
8. Memole dolce Memole – 3:09 (musica: Giordano Bruno Martelli)
9. Mila e Shiro due cuori nella pallavolo – 2:56 (musica: Carmelo Carucci)
10. Lovely Sara – 3:13 (musica: Giordano Bruno Martelli)
11. Magica, magica Emi – 3:19 (musica: Giordano Bruno Martelli)
12. Alla scoperta di Babbo Natale – 3:15 (musica: Carmelo Carucci)
13. Pollyanna – 2:43 (musica: Carmelo Carucci)
14. Jem – 2:54 (musica: Carmelo Carucci)
15. D'Artagnan e i moschettieri del Re – 3:23 (musica: Carmelo Carucci)
16. È quasi magia Johnny – 2:38 (musica: Carmelo Carucci)
17. Milly un giorno dopo l'altro – 3:52 (musica: Carmelo Carucci)
18. Siamo fatti così – 2:51 (musica: Massimiliano Pani)
19. Ti voglio bene Denver (feat. Pietro Ubaldi) – 3:05 (musica: Carmelo Carucci)
20. Alvin rock 'n' roll – 3:00 (musica: Carmelo Carucci)
21. Peter Pan – 3:01 (musica: Carmelo Carucci)
22. Scuola di polizia – 3:25 (musica: Carmelo Carucci)
23. Papà Gambalunga – 3:12 (musica: Carmelo Carucci)
24. Il mistero della pietra azzurra – 3:37 (musica: Carmelo Carucci)

Durata totale: 74:50
CD 3 – Le incisioni originali delle sigle più amate (parte 2)
Testi di Alessandra Valeri Manera tranne dove specificato; edizioni musicali RTI – Reti Televisive Italiane S.p.A.
1. Una spada per Lady Oscar – 3:35 (musica: Carmelo Carucci)
2. Robin Hood – 3:18 (musica: Carmelo Carucci)
3. Gemelli nel segno del destino – 3:12 (musica: Carmelo Carucci)
4. Tazmania (feat. Pietro Ubaldi) (seconda versione) – 3:07 (musica: Carmelo Carucci; edizioni musicali RTI – Reti Televisive Italiane S.p.A/Warner Chappell Music Italiana)
5. Batman – 3:28 (musica: Carmelo Carucci; edizioni musicali RTI – Reti Televisive Italiane S.p.A/Warner Chappell Music Italiana)
6. L'isola della piccola Flo – 3:58 (musica: Vincenzo Draghi)
7. Fiocchi di cotone per Jeanie – 3:09 (musica: Carmelo Carucci)
8. Sailor Moon – 3:20 (musica: Carmelo Carucci)
9. Che campioni Holly e Benji!!! (feat. Marco Destro) – 3:15 (musica: Silvio Amato)
10. Brividi e polvere con Pelleossa – 3:11 (musica: Carmelo Carucci)
11. È un po' magia per Terry e Maggie – 3:35 (musica: Valeriano Chiaravalle)
12. Piccoli problemi di cuore – 4:02 (musica: Franco Fasano)
13. Un incantesimo dischiuso tra i petali del tempo – 3:45 (musica: Franco Fasano)
14. Pesca la tua carta Sakura – 4:42 (musica: Franco Fasano)
15. Il laboratorio di Dexter – 4:10 (musica: Franco Fasano)
16. Rossana (feat. Giorgio Vanni) – 4:37 (musica: Franco Fasano)
17. What a Mess Slump e Arale (feat. Giorgio Vanni) – 3:27 (musica: Max Longhi e Giorgio Vanni)
18. All'arrembaggio! – 3:11 (musica: Max Longhi e Giorgio Vanni)
19. Hamtaro piccoli criceti, grandi avventure – 3:13 (musica: Max Longhi e Giorgio Vanni)
20. Doraemon – 3:07 (musica: Max Longhi e Giorgio Vanni)
21. Tutta d'un fiato (fino al fischio finale) – 3:08 (Federico Mercuri, Giordano Cremona, Cristina D'Avena e Jacopo Ettorre)

Durata totale: 74:30

### Deluxe Edition
CD 4 – Le canzoni dei telefilm
Testi di Alessandra Valeri Manera, musiche di Carmelo Carucci tranne Love Me Licia; edizioni musicali RTI S.p.A..
1. Love Me Licia – 2:50 (musica: Giordano Bruno Martelli)
2. Andrea – 2:00
3. Noi, insieme noi (feat. Enzo Draghi) – 2:44
4. Quando arrivi tu – 2:40
5. Amore mio – 2:53
6. La poesia sei tu (feat. Enzo Draghi) – 3:47
7. Il silenzio è... (feat. Enzo Draghi) – 3:42
8. Rimboccata dalla luna la città già dorme – 3:44
9. Con la primavera nel cuore (feat. Enzo Draghi) – 3:36
10. Arriva Cristina – 3:04
11. Meravigliosa libertà (feat. Ricky Belloni) – 3:03
12. Day By Day (feat. Ricky Belloni ed Enzo Draghi) – 4:00
13. Domande, risposte (feat. Ricky Belloni) – 3:09
14. Rimani te stesso (feat. Ricky Belloni) – 4:33
15. Noi vorremmo (feat. cast "L'allegria fa 90") – 3:47
16. Dai parla un po' con noi – 4:16
17. Tredici anni – 3:47
18. Crescerai – 3:06
19. Esci dal tuo guscio – 3:44
20. W la mountain bike – 3:52
21. I nonni ascoltano – 3:28

Durata totale: 71:45
CD 5 – Inediti e rarità
1. Cristina grande sorellina – 4:09 (testo: Alessandra Valeri Manera – musica: Carmelo Carucci)
2. Noi Puffi siam così – 3:39 (testo: Alessandra Valeri Manera – musica: Max Longhi e Giorgio Vanni; edizioni musicali Crioma S.r.l./Twenty Fifteen Avenue Music, Inc.)
3. L'estate migliore che c'è – 3:16 (testo: Cristina D'Avena e Arianna Mereu – musica: Cristina D'Avena e Andrea Papazzoni; edizioni musicali Crioma S.r.l./Nuvole e Sole Produzioni Musicali)
4. I colori del cuore (Club Mix) – 4:50 (testo: Marilena Crisci, Cristina D'Avena e Alessandra Valeri Manera – musica: Francesco Amato; edizioni musicali RTI – Reti Televisive Italiane S.p.A.)
5. Nel cuore solo il calcio (più in alto) – 3:00 (Federico Mercuri, Giordano Cremona, Cristina D'Avena e Jacopo Ettorre; edizioni musicali Boing S.p.A./RTI – Reti Televisive Italiane S.p.A.)
6. Holly e Benji due fuoriclasse – 2:46 (testo: Alessandra Valeri Manera, Nicola Gianni Muratori – musica: Augusto Martelli; edizioni musicali RTI – Reti Televisive Italiane S.p.A.)
7. Sagwa – 3:50 (testo: Alessandra Valeri Manera – musica: Max Longhi e Giorgio Vanni; edizioni musicali RTI – Reti Televisive Italiane S.p.A.)
8. Shizuku – 3:38 (testo: Cristina D'Avena – musica: Franco Fasano; edizioni musicali RTI – Reti Televisive Italiane S.p.A.)
9. Emily della Luna Nuova (feat. Alessia Volpicelli) – 3:32 (testo: Cristina D'Avena – musica: Danilo Bernardi e Giuseppe Zanca; edizioni musicali RTI – Reti Televisive Italiane S.p.A.)
10. Alla ricerca della Valle Incantata – 3:01 (testo: Fabrizio Berlincioni – musica: Leonardo Ceglie, Giovanni Rosina; edizioni musicali RTI – Reti Televisive Italiane S.p.A.)
11. Cinque amici sottosopra – 2:56 (testo: Alessandra Valeri Manera – musica: Carmelo Carucci; edizioni musicali RTI – Reti Televisive Italiane S.p.A.)
12. Parola d'ordine: arriviamo! – 3:16 (testo: Alessandra Valeri Manera – musica: Carmelo Carucci; edizioni musicali RTI – Reti Televisive Italiane S.p.A.)
13. Quattro amici per una missione intorno al mondo – 3:12 (testo: Alessandra Valeri Manera – musica: Vincenzo Draghi; edizioni musicali RTI – Reti Televisive Italiane S.p.A.)
14. Terra, cielo e mare: un mondo da esplorare con Dodo – 3:26 (testo: Alessandra Valeri Manera – musica: Silvio Amato; edizioni musicali RTI – Reti Televisive Italiane S.p.A.)
15. Vieni al mare dai – 2:48 (testo: Alessandra Valeri Manera – musica: Carmelo Carucci; edizioni musicali RTI – Reti Televisive Italiane S.p.A.)
16. Petali di stelle per Sailor Moon (TV Version) – 2:09 (testo: Alessandra Valeri Manera – musica: Piero Cassano; edizioni musicali EuroTeam Produzioni Discografiche ed Edizioni Musicali S.a.s./RTI Music S.r.l.)
17. Il lungo viaggio di Porfirio (TV Version) – 1:30 (testo: Cristina D'Avena – musica: Cristiano Macrì; edizioni musicali RTI – Reti Televisive Italiane S.p.A.)
18. Festivalmar – 2:59 (testo: Alessandra Valeri Manera – musica: Cristiano Macrì; edizioni musicali Crioma S.r.l.)
19. Ma chi vincerà fra Tricky e Damerino (versione acustica) – 3:23 (testo: Alessandra Valeri Manera – musica: Cristiano Macrì; edizioni musicali RTI – Reti Televisive Italiane S.p.A.)
20. Non esser capricciosa – 1:14 (testo: Cristina D'Avena – musica: Max Longhi e Giorgio Vanni; edizioni musicali RTI – Reti Televisive Italiane S.p.A.)
21. Buona Domenica boom! – 3:19 (testo: Franz Di Cioccio e Roberto Ferrante – musica: Franz Di Cioccio e Patrick Djivas)
22. Viva la pappa col pomodoro – 1:32 (testo: Lina Wertmüller – musica: Nino Rota)
23. Attenti al lupo – 3:06 (Ron)
24. Do – 2:44 (Alberto Testa e Fabio Testa)

Durata totale: 73:15

### Vinile
Lato A
1. Il valzer del moscerino (feat. Orietta Berti) – 3:32
2. Magica Doremì (feat. Lorella Cuccarini) – 3:30
3. Tazmania (feat. Albe) – 3:11
4. Hamtaro piccoli criceti, grandi avventure (feat. Myss Keta) – 2:43
5. Mew Mew amiche vincenti (feat. Elettra Lamborghini) – 3:42

Durata totale: 16:38
Lato B
1. Pokémon (feat. Alfa) – 3:08
2. Calimero (feat. Cristiano Malgioglio) – 3:10
3. What's my Destiny Dragon Ball (feat. Jr Stit) – 2:52
4. Faccio la brava (feat. Dj Matrix e Amedeo Preziosi) – 3:08
5. L'altro Natale – 3:29

Durata totale: 15:47

## Formazione
Per Il valzer del moscerino, Magica Doremì, Tazmania, Mew Mew amiche vincenti e L'altro Natale
- Davide Tagliapietra – produzione, chitarre, basso[7], programmazioni, registrazione e mixaggio a ilBunker
- Marco Lacchini – mastering presso Audiomaster

- Pietro Ubaldi – voce Taz in Tazmania

### Il valzer del moscerino
- Will Medini – tastiere, programmazione
- Mario Bove – cori

### Hamtaro piccoli criceti, grandi avventure
- Stefano Riva – produzione, registrazione, mixaggio e mastering

### Mew Mew amiche vincenti
- Clarissa D'Avena – cori
- Mario Bove – cori

### Pokémon
- Joe Viegas – produzione
- Lapo Vecchi – registrazione ed edit della voce di Cristina presso 14/16 Studio
- Fulvio Ruffert – registrazione ed edit della voce di Cristina presso 14/16 Studio
- Gabriele Bianchi – missaggio e mastering

### Calimero
- Rocco Rampino – produzione e registrazione
- Edoardo Romano – mixaggio e mastering
- Giuseppe Vadalà – registrazione voci di Cristiano Malgioglio presso Nuccia Studio (Roma)
- Andrea Galgano – cori

### What's My Destiny Dragon Ball
- Jr Stit – produzione
- Nicola Lazzarin – produzione addizionale
- Lapo Vecchi – registrazione e mixaggio della voce di Cristina presso 14/16 Studio
- Fulvio Ruffert – registrazione e mixaggio della voce di Cristina presso 14/16 Studio
- Valeriano Chiaravalle – mixaggio
- Marco Lacchini – mastering presso Audiomaster
- Chris Costa – cori
- Gil Minoni – cori
- Mario Bove – cori
- Andrea Galgano – cori
- Fulvio Rupert – cori
- Lapo Vecchi – cori

## Produzione
- Cristina D'Avena – direzione artistica
- Warner Records/Warner Music Italy Srl – produzione e proprietà della registrazione, proprietà dei diritti intellettuali dell’opera
- Warner Music Italy – organizzazione e coordinamento artistico
- Crioma S.r.l. – coordinamento progetto e P.R.
- Sony Music Entertainment (Italy) Spa – concessione licenza per Faccio la brava
- Julian Hargreaves – foto
- Mario Bove – foto backstage
- Teresa Cenci – foto di Myss Keta
- Patrizio Squeglia – grafica
- Andrea Amara – cura dell'immagine
- Patrizia Delcuratolo – trucco
- Riccardo Rota – acconciature

## Classifiche
| Classifica (2022) | Posizione massima |
| ----------------- | ----------------- |
| Italia            | 6                 |

| Classifica vinili (2022) | Posizione massima |
| ------------------------ | ----------------- |
| Italia                   | 6                 |